# Tog Wajaale
Pour les articles homonymes, voir Wajale.
Tog Wajaale (ou Wajale, en somali : Wajaale) est une commune dans la région de Woqooyi Galbeed, au Somaliland. Elle est située à la frontière entre ce pays autoproclamé indépendant de la Somalie et l'Éthiopie. 

## Histoire
La querelle frontalière de 1964 entre la Somalie et l'Éthiopie est déclenchée le 7 février 1964 par l'entrée de troupes de Somalie en Éthiopie et l'attaque du poste frontière à Tog Wajaale ; elle s'achève le 1er avril 1964 par un cessez-le-feu. Depuis 1991, et l'autoproclamation de l'indépendance du Somaliland, cette commune représente la frontière principale entre ce pays et l'Éthiopie. En effet, la Route N1 rejoint l'Éthiopie ici, une route importante pour le transport de marchandises jusqu'au Port de Berbera.